# Дьягольченко, Иван Алексеевич
Ива́н Алексе́евич Дьягольче́нко (2 ноября 1980, Ростов-на-Дону, РСФСР, СССР) — российский футболист, защитник.

## Карьера
Воспитанник ДЮСШ ростовского СКА. Проведя 27 матчей в Премьер-лиге Казахстана в 2006 году, был включён в символическую сборную легионеров казахстанской Премьер-лиги как лучший правый защитник.
После шести туров первого круга сезона 2011/12 расторг контракт с «Соколом» по обоюдному согласию.

## Достижения
- Победитель зоны «Запад» Второго дивизиона: 2003